# Helena Curtens
Helena Mechthildis Curtens (* 11. Mai 1722 in Gerresheim; † 19. August 1738 ebenda) wurde im Alter von 14 Jahren verhaftet und im letzten Hexenprozess am Niederrhein knapp zwei Jahre später zum Tode verurteilt.
Gerüchte um „Geistererscheinungen“, die von der 14-Jährigen wahrgenommen wurden, führten zu ihrer Verhaftung. Schon vor ihrer Verhaftung beschuldigte Curtens auch die Nachbarin Agnes Olmans der „Buhlschaft mit dem Schwarzen“, also des geschlechtlichen Verkehrs mit dem Teufel. Während das Mädchen auch sich selbst beschuldigte, stritt Agnes Olmans alle Vorwürfe ab und war bereit, sich einer Hexenprobe durch Eintauchen ins Wasser zu unterziehen. Doch das Gericht lehnte ab, da deren Anwendung laut Gerichtsordnung nicht mehr gestattet war.
Curtens wurde am 19. August 1738 auf dem Gallberg gemeinsam mit Agnes Olmans, die Mutter dreier Töchter war, durch Verbrennung hingerichtet.

## Leben
Helena Curtens wurde als Tochter von Kasparus und Elisabeth Curtens geboren und am 18. Mai 1722 katholisch getauft. Ihre Mutter verstarb 1729 bei der Geburt eines weiteren Kindes, woraufhin ihr Vater Anfang 1730 Anna Margarethe Meisenburg heiratete. Das Verhältnis zwischen Curtens und ihrer Stiefmutter galt späteren Berichten zufolge als sehr angespannt.
Bis zum Herbst 1736 begab sich die junge Curtens insgesamt dreimal mit ihrem Vater und einer Frau namens Maria Calcum auf Wallfahrt nach Kevelaer. In Folge dieser letzten Wallfahrt setzte Curtens selbst eine Reihe von Gerüchten in die Welt, die die spätere Grundlage des Prozesses gegen sie bilden sollten.

## Gedenken und Rehabilitation

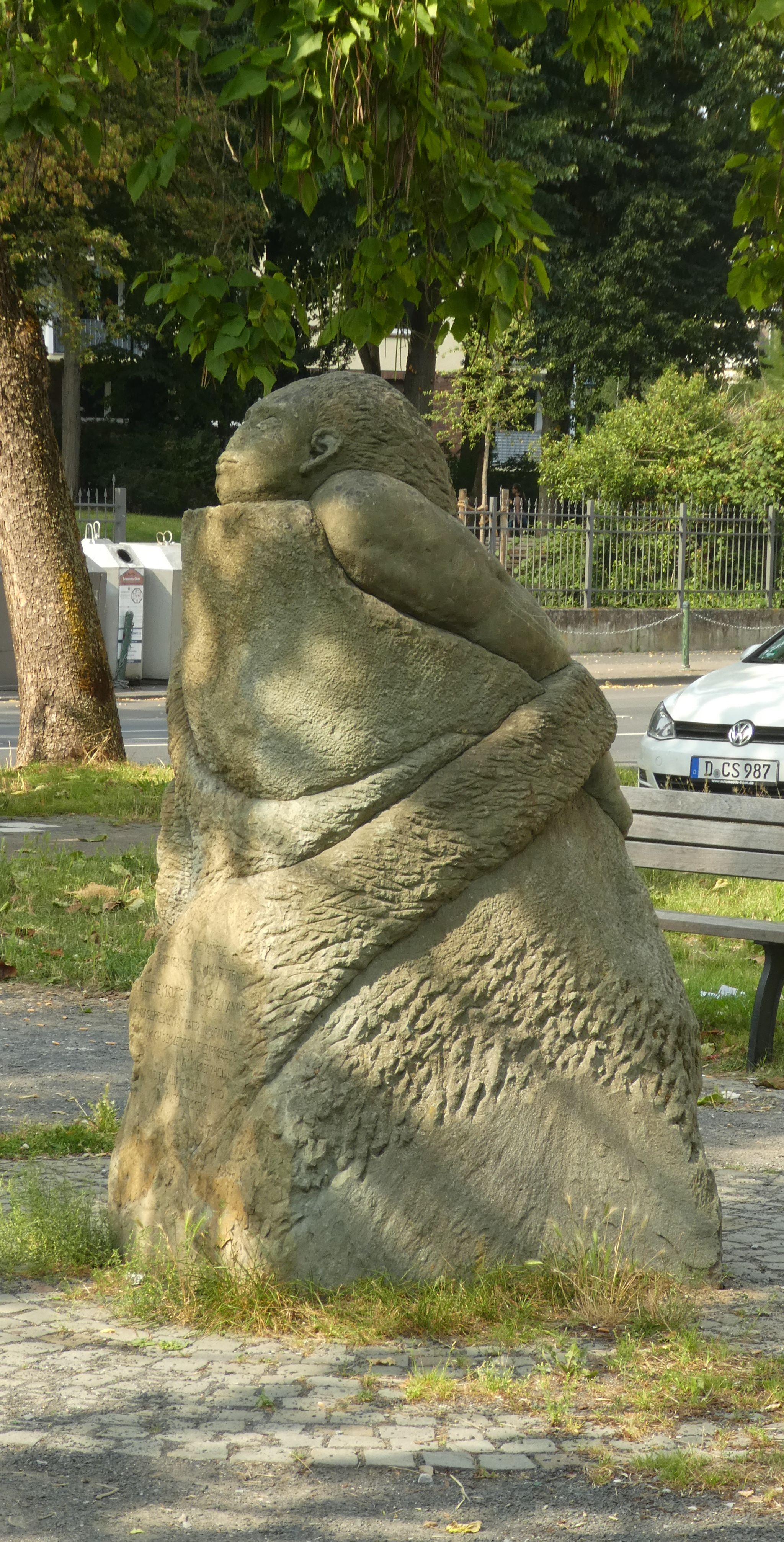
Gerresheimer Hexenstein in Düsseldorf

Seit 1989 erinnert im Düsseldorfer Stadtteil Gerresheim das Kunstwerk „Befreiung“ an die beiden Frauen (Karte). Es wurde von der Künstlerin Gabriele Tefke aus Anröchter Dolomit gehauen und trägt die folgende Inschrift:

„DIE WÜRDE / DES MENSCHEN IST UNANTASTBAR / HELENE M.CURTENS UND AGNES OLMANNS / IN GERRESHEIM AM 19.8.1738 VERBRANNT / NACH DEM LETZTEN HEXENPROZESS AM NIEDERRHEIN / UND FÜR ALLE GEQUÄLTEN UND AUSGESTOSSENEN“

Die Bezirksvertretung 7, Düsseldorf-Gerresheim, beschloss am 22. November 2011, einen Platz nach den beiden Frauen zu benennen. Dieser Platz mit dem Hexengedenkstein an der Ecke Dreher-/Schönaustraße heißt Helena-Curtens-und-Agnes-Olmans-Platz.